# Schistura kontumensis
Schistura kontumensis és una espècie de peix de la família dels balitòrids i de l'ordre dels cipriniformes.

## Morfologia
Els mascles poden assolir els 5,5 cm de longitud total.

## Distribució geogràfica
Es troba a les capçaleres del riu Sesan (afluent del riu Segon, conca del riu Mekong al Vietnam).